# Edward Theuns
Edward Theuns (Gent, 30 april 1991) is een Belgische wielrenner die anno 2025 rijdt voor Lidl-Trek. Hij startte zijn carrière bij Topsport Vlaanderen-Baloise.

## Carrière
Theuns liet in zijn debuutjaar bij de profs voor het eerst van zich spreken door derde te eindigen in de Handzame Classic, na Luka Mezgec en Theo Bos. Hij liet in de massasprint onder meer Danilo Napolitano en Klaas Lodewyck achter zich. 
In 2015 won hij de Ronde van Drenthe en werd hij tweede in de Scheldeprijs.
In 2016 liet hij zich vroeg op het seizoen opmerken in Parijs-Nice. In de eerste etappe werd hij op 150 meter van de meet ingehaald door een sprintend peloton. In de vierde etappe eindigde hij tweede in de massasprint na Nacer Bouhanni, maar voor André Greipel, Alexander Kristoff en Marcel Kittel. Hij werd vijfde in de eerste rit in de Ronde van Frankrijk, waardoor hij de witte trui mocht aantrekken.
In 2017 behaalde hij een 2e plaats in de 3e etappe van de BinckBank Tour, de volgende etappe wist hij te winnen. Later dat jaar won hij ook de laatste etappe in de Ronde van Turkije, hiervoor behaalde hij ook al een het podiumplaats tijdens de eerste 3 etappes van die ronde.
In 2018 gebeurde er buiten een 6e plaats in de Omloop het Nieuwsblad, en een 2e plaats in de openingstijdrit van de Ronde van Zwitserland niets noemenswaardig.
In 2019 weet hij na vele ereplaatsen met de Primus Classic dan toch een overwinning binnen te halen. 
In 2021 wist hij de vijfde etappe te winnen in de Ronde van Hongarije.
In 2025 behaalde hij zijn grootste zege door de Bredene Koksijde Classic te winnen.

## Baanwielrennen

### Palmares
| Jaar | BK                  | EK | WK | Overig |
| ---- | ------------------- | -- | -- | ------ |
| 2014 | Achtervolging       |    |    |        |
| 2015 | 1km · Achtervolging |    |    |        |

## Wegwielrennen

### Overwinningen
2010
4e etappe Triptyque des Monts et Châteaux
2013
2e etappe deel A Triptyque des Monts et Châteaux
Bergklassement Giro della Regione Friuli Venezia Giulia
2014
GP Raf Jonckheere
GP Stad Zottegem
2015
Puntenklassement Ster van Bessèges
Ronde van Drenthe
5e etappe Vierdaagse van Duinkerke
3e etappe Eurométropole Tour
2016
1e etappe Ronde van België
2017
4e etappe BinckBank Tour
6e etappe Ronde van Turkije
Puntenklassement Ronde van Turkije
West-Vlaamse Sluitingsprijs Zwevezele
2019
Primus Classic
2021
5e etappe Ronde van Hongarije
2023
Sint-Elooisprijs
2024
 Europees kampioenschap gemengde ploegentijdrit, elite
2025
1e etappe Ronde van Valencia (TTT)
Bredene Koksijde Classic

### Resultaten in voornaamste wedstrijden
| Jaar | Ronde van Italië | Ronde van Frankrijk | Ronde van Spanje |
| ---- | ---------------- | ------------------- | ---------------- |
| 2014 |                  |                     |                  |
| 2015 |                  |                     |                  |
| 2016 |                  | opgave              |                  |
| 2017 |                  |                     | 91e              |
| 2018 |                  | 88e                 |                  |
| 2019 |                  |                     | 133e             |
| 2020 |                  | 119e                |                  |
| 2021 |                  | 104e                |                  |
| 2022 | 131e             |                     |                  |
| 2023 |                  |                     | 128e             |
| 2024 | 113e             |                     |                  |
| 2025 |                  | 159e                |                  |

| Jaar | Milaan-San Remo | Gent-Wevelgem | Ronde van Vlaanderen | Parijs-Roubaix | Amstel Gold Race | Luik-Bast.‑Luik | Scheldeprijs | Omloop Het Nieuwsblad | Kuurne-Brussel-Kuurne |  | Wereldranglijsten |
| ---- | --------------- | ------------- | -------------------- | -------------- | ---------------- | --------------- | ------------ | --------------------- | --------------------- |  | ----------------- |
| 2014 |                 |               | opgave               | 107e           | opgave           | opgave          |              | 21e                   | 61e                   |  |                   |
| 2015 |                 | 11e           | 91e                  | 53e            | 87e              |                 | ↑            | 14e                   | 14e                   |  |                   |
| 2016 |                 | 34e           | 38e                  |                |                  |                 | 4e           | 8e                    | 8e                    |  | 166e (UWT)        |
| 2017 |                 | 19e           | 57e                  | 8e             | opgave           |                 | 14e          | 47e                   | 26e                   |  | 89e (UWT)         |
| 2018 | 39e             | 32e           | opgave               | 24e            | opgave           |                 |              | 6e                    |                       |  | 73e (UWT)         |
| 2019 | 82e             | 37e           | 57e                  | 55e            | 106e             |                 | 66e          | 53e                   | 14e                   |  |                   |
| 2020 |                 | 75e           | 74e                  |                |                  |                 | 14e          | opgave                | 82e                   |  |                   |
| 2021 |                 |               | 59e                  | opgave         | 40e              |                 |              | 86e                   | 72e                   |  |                   |
| 2022 |                 | 61e           | 67e                  | opgave         | 47e              |                 | 5e           | 100e                  | 68e                   |  |                   |
| 2023 |                 | 94e           | 44e                  | 73e            |                  |                 | 6e           | 35e                   |                       |  |                   |
| 2024 |                 | 47e           | opgave               | 47e            |                  |                 | 21e          | 41e                   | opgave                |  |                   |
| 2025 |                 |               | opgave               | opgave         |                  |                 | 17e          | 124e                  | 118e                  |  |                   |

## Ploegen
- 2014 –  Topsport Vlaanderen-Baloise
- 2015 –  Topsport Vlaanderen-Baloise
- 2016 –  Trek-Segafredo
- 2017 –  Trek-Segafredo
- 2018 –  Team Sunweb
- 2019 –  Trek-Segafredo
- 2020 –  Trek-Segafredo
- 2021 –  Trek-Segafredo
- 2022 –  Trek-Segafredo
- 2023 –  Trek-Segafredo
- 2024 –  Lidl-Trek
- 2025 –  Lidl-Trek

Campenaerts · De Pauw · De Buyst · De Jonghe · De Ketele · Declercq · Helven · Jacobs · Lampaert · Lietaer · Rickaert · Salomein · Sprengers · Steels · Theuns · Van Asbroeck · Van Hecke · Van Hoecke · Vanoverberghe · Van Staeyen · Vanbilsen · Vanspeybrouck · Vergaerde · Waeytens ·  Wallays
Campenaerts · Capiot · De Ketele · De Pauw · De Tier · Declercq · Helven · Jacobs · Lietaer · Naesen · Rickaert · Salomein · Sprengers · Steels · Theuns · Van Hecke · Van Hoecke · Van Lerberghe · Van Meirhaeghe · Vanoverberghe · Vanspeybrouck · Vergaerde · Jel.Wallays · Jen.Wallays
Alafaci · Arredondo · Beppu · Bernard · Bobridge · Bonifazio · Cancellara   · Coledan · Devolder · Didier · Felline · Hesjedal · Irizar · Mollema · Nizzolo · Popovytsj · van Poppel · Rast · Reijnen · Schleck · Stetina · Stuyven · Theuns · Zoidl · Zubeldia · Allegaert (stagiair) · Mosca (stagiair)
Alafaci · Beppu · Bernard · Brändle · Cardoso · Coledan · Contador · Daniel · Degenkolb · Didier · Felline · Gogl · Guerreiro · Hernández · Irizar · de Kort · Mollema · Nizzolo · Pantano · Pedersen · van Poppel · Rast · Reijnen · Stetina · Stuyven · Theuns · Zubeldia · Conci (stagiair) · Moschetti (stagiair) · Toovey (stagiair)
Andersen · Arndt · Bauhaus · Curvers · ten Dam · Dumoulin   · Fröhlinger · Geschke · Haga · Hamilton · Hindley · Hofstede · Kämna · Kelderman · Matthews · Oomen · Stamsnijder · Storer · Teunissen · Theuns · Tusveld · Vervaeke · Walscheid
Beppu · Bernard · Brambilla · Ciccone · Clarke · Conci · Degenkolb · Eg · Felline · Frame · Gogl · Irizar (actief t/m 3 augustus) · Kirsch · de Kort · Mollema · Mosca (vanaf 1 augustus) · Moschetti · Mullen · Pantano · Pedersen  · Porte · Reijnen · Skujiņš · Stetina · Stuyven · Theuns · Debeaumarché (stagiair) · López (stagiair) · Quarterman (stagiair)
Bernard · Brambilla · Ciccone · Clarke · Conci · De Kort · Eg · Elissonde · Kamp · Kirsch · Liepiņš · López · Mollema · Mosca · Moschetti · Mullen · A. Nibali · V. Nibali · Pedersen  · Porte · Quarterman · Reijnen · Ries · Simmons · Skujiņš · Stuyven · Theuns · Weening (vanaf 5 juni) · Fancellu (stagiair) · Skjelmose Jensen (stagiair) · Tiberi (stagiair)
Bernard · Brambilla · Ciccone · Conci · Eg · Egholm · Elissonde · Gebreigzabhier · Kamp · Kirsch · De Kort  · Liepiņš · López · Mollema · Mosca · Moschetti · Mullen · A. Nibali · V. Nibali · Pedersen · Quarterman · Reijnen · Ries · Simmons · Skjelmose Jensen · Skujiņš · Stuyven · Theuns · Tiberi · Baroncini (stagiair) · Hellemose (stagiair) · Hoole (stagiair)
Aberasturi · Baroncini · Bernard · Brambilla · Brustenga · Cataldo · Ciccone · Egholm · Elissonde · Gallopin · Gebreigzabhier· Hellemose · Hoelgaard · Hoole · Kamp · Kirsch · Liepiņš · López · Mollema · Mosca · Moschetti · Pedersen · Pellaud · Simmons · Skjelmose Jensen · Skujiņš · Stuyven · Theuns · Tiberi · Tolhoek · Vergaerde · Nys (stagiair) · Vacek (stagiair)
Aberasturi · Baroncini · Bernard · Brustenga · Cataldo · Ciccone · Elissonde · Gallopin · Gebreigzabhier · Hellemose · Hoelgaard · Hoole · Kirsch · Liepiņš · López · Mollema · Mosca · Nys · Mad.Pedersen · Simmons · Skjelmose · Skujiņš · Stuyven · Tesfatsion · Theuns · Tiberi (tot 28/4) · Tolhoek · Vacek · Vergaerde · Aebersold (stagiair) · Mar.Pedersen (stagiair) · Teutenberg (stagiair)
Bagioli · Bernard · Cataldo · Ciccone · Consonni · Declercq · Felline · Geoghegan Hart · Ghebreigzabhier · Gibbons · Hoole · Kirsch · Konrad · López · Milan · Mollema · Mosca · Nys · Oomen · Pedersen · Simmons · Skjelmose · Skujiņš · Stuyven · Tesfatsion · Theuns · Vacek · Vergaerde · Verona · Ronhaar (stagiair)